# RŠD Hajduk Sarajewo
RŠD Hajduk – bośniacki klub piłkarski, mający siedzibę w stolicy kraju, mieście Sarajewo. Reprezentował wieloetniczną społeczność robotniczą w stolicy Bośni i Hercegowiny.

## Historia
Chronologia nazw:
- 1912: RŠD Hajduk
- 6.06.1945: klub rozwiązano

Klub piłkarski RŠD Hajduk został założony w miejscowości Sarajewo w roku 1912. Jeden z najstarszych klubów w Bośni i Hercegowinie. 
Najpierw klub grał spotkania towarzyskie. W sezonie 1920/21 po założeniu pododdziału jugosłowiańskiego związku piłkarskiego w Sarajewie zwanego Sarajevska fudbalska sjedišta klub startował w pierwszych mistrzostwach Sarajewskiego pododdziału, gdzie zajął pierwsze miejsce wśród 7 klubów. W kolejnych dwóch sezonach był również w pierwszej trójce. W 1923 startowała pierwsza edycja mistrzostw Jugosławii, do których awansowały kluby które zwyciężały w swoich pododdziałach. Klub do 1939 nie wygrał mistrzostwa Sarajewskiego pododdziału dlatego nie uczestniczył potem w rozgrywkach o tytuł mistrza Jugosławii. Dopiero w sezonie 1939/40 zdobył mistrzostwo Sarajewskiego pododdziału, ale potem po wygraniu barażów w 1 i 2 rundzie, przegrał w półfinale z przyszłym zwycięzcą eliminacji OFK Jugoslavija Jabuka. W sezonie 1940/41 ponownie wygrał w 1. Razred mistrzostw Sarajewskiego pododdziału, zapewniając sobie miejsce wśród najlepszych klubów Królestwa Jugosławii. Hajduk jest w następnym sezonie 1941/42 powinien grać w mistrzostwach Królestwa Jugosławii, ale po inwazji państw Osi w 1941 roku, Królestwo Jugosławii rozpadło. Podczas okupacji niemieckiej Jugosławii w latach 1941-1944 klub w sezonie 1944 uczestniczył w mistrzostwach Chorwacji, gdzie zajął drugie miejsce, ale potem przegrał w barażach. W 1945 po utworzeniu Socjalistycznej Federacyjnej Republiki Jugosławii komunistyczne władze zakazały działalność klubów, uczestniczących w mistrzostwach faszystowskiej Chorwacji. Dlatego, 6 czerwca 1945 klub został rozwiązany.

## Sukcesy

### Trofea krajowe
Jugosławia
- Prvi razred Sarajevskog podsaveza:
  - mistrz (3): 1920/21, 1939/40, 1940/41
- Prvenstvo NDH u nogometu:
  - wicemistrz (1): 1944 (gr.Sarajewo)

## Stadion
Klub rozgrywał swoje mecze domowe na stadionie na Skenderiji w Sarajewie, który może pomieścić 1000 widzów.